# Maryna Szkiermankowa
Maryna Iwanauna Szkiermankowa (biał. Марына Іванаўна Шкерманкова, ros. Марина Ивановна Шкерманкова; ur. 9 kwietnia 1990 w Głębokim) – białoruska sztangistka.
Jest kilkukrotną medalistką mistrzostw Europy juniorów. Na igrzyskach olimpijskich w Londynie wystartowała w kategorii do 69 kg, uzyskując wynik 256 kg (113+135 kg) i zdobywając brązowy medal. Uzyskała identyczny wynik jak Roxana Cocoș, z którą przegrała rywalizację większą wagą ciała. W październiku 2016 roku została zdyskwalifikowana i pozbawiona medalu, po tym jak w jej organizmie wykryto doping. Był to jej jedyny start olimpijski.
W 2015 roku zajęła czwarte miejsce w wadze lekkociężkiej podczas mistrzostw Europy w Tbilisi.